# SN 2003es
SN 2003es – supernowa odkryta 25 maja 2003 roku w galaktyce A123655+6213. W momencie odkrycia miała maksymalną jasność 23,80m.